# 信太昌之
信太 昌之（しだ まさゆき、1964年1月3日 - ）は、日本の俳優。北海道釧路市出身。空（くう）所属。身長180cm、体重75kg。血液型はB型。特技はギター、フライ・フィッシング。北海道釧路江南高等学校卒業。

## 出演

### 映画
- そろばんずく（1986年） - ラ社社員
- バッドヒストリー（1988年） - ワル4人組の一人
- キスより簡単2 （1991年） - 武藤
- トパーズ（1992年） - TVレポーター、警官等7役
- サーキットの狼（1992年） - 運送会社社員
- 爆走トラッカー軍団（1992年） - トラッカー
- 刑事 玉金助三郎（1994年） - ヤクザ
- 罪と罰 ドタマかちわったろかの巻（1994年） - 酔っぱらい
- 眠れる美女（1995年） - 江口周一
- 写楽（1995年） - 歌麿の弟子
- 心霊（1996年） - 医者、刑事
- KYOKO（1996年） - KYOKOのバイト先の運送会社ドライバー
- スワロウテイル（1996年） - 警察官
- 海ほおずき The Breath（1996年） - 刑事
- 心霊2（1997年） - 医師
- シン・レッド・ライン（1998年） - 日本兵
- アナザヘヴン（2000年） - ホテルマネージャー
- ホワイトアウト（2000年） - ダム職員
- ニワトリはハダシだ（2004年） - 重山組組員 信二
- ヴィヨンの妻 〜桜桃とタンポポ〜（2009年） - 刑事
- たとえば檸檬（2012年） - 会社重役神津
- 終の信託（2012年） - 警備員
- 舟を編む（2013年） - 雑誌社編集長
- 凶悪（2013年） - 検察官
- 永遠の0（2013年） - 鹿屋の指令・佐光
- 人類資金（2013年） - 秋葉
- まほろ駅前狂騒曲（2014年） - 杉山
- かぐらめ（2015年） - 阿部勝也
- S -最後の警官- 奪還 RECOVERY OF OUR FUTURE（2015年） - 東出
- レインツリーの国（2015年） - 秋本
- ボクは坊さん。（2015年）
- 劇場版 MOZU（2015年） - 公安部長
- シン・ゴジラ（2016年） - 葉山達也（経済産業大臣）[2][1]
- 日本で一番悪い奴ら（2016年） - 牧島健司
- U-31（2016年） - 東京v社長
- 海賊とよばれた男（2016年）
- ReLIFE（2017年）
- いぬむこいり（2017年） - 香川
- 亜人（2017年）
- THE LIMIT OF SLEEPING BEAUTY（2017年） - ビト
- 22年目の告白 - 私が殺人犯です-（2017年） - 局次長
- 二十六夜待ち（2017年） - 冷やの客
- サニー/32（2018年）- 刑事
- ラプラスの魔女（2018年） - 内川
- 素敵なダイナマイトスキャンダル（2018年）- ガサ入れに来る刑事
- いぬやしき（2018年）- 高校教師
- 友罪（2018年)
- 馬の骨 (2018年) - 室田
- 教誨師（2018年） - 拘置所・処遇部長
- 半世界（2019年） - 池田
- キングダム（2019年) - 西の門の文官
- 麻雀放浪記2020（2019年） - 借金取りのヤクザ
- 生理ちゃん（2019年） - 青子の父
- 先生、私の隣に座っていただけませんか？（2021年）- 自動車教習所教官
- 劇場版 ルパンの娘（2021年）- 桜庭典和
- 夜を走る（2022年5月13日）- 三宅紀夫
- ノイズ（2022年）- 捜査本部長
- 湖の女たち（2024年） - 渡部編集長 役[3]
- 逃走（2025年公開予定）[4]

### テレビドラマ
- ウエディングドレス（1986年） - チンピラ
- 火曜サスペンス劇場
  - 警部補 佃次郎（2000 - 2001年） - 木村刑事 役
  - 検事 霞夕子 第24作「隣の関係」（2004年、NTV） - 内藤康祐技官 役
- 大都会25時（1987年、ANB）
- 結婚してシマッタ!（1988年、TBS） - 男優
- 田舎の王子様 TOKYOへ行く（1989年、TBS） - 主人公の田舎の仲間
- 斜陽の果て（1990年、CX） - 助監督役
- 予備校ブギ 第1話（1990年、TBS） - 遊んでいる予備校生
- 連続テレビ小説（NHK）
  - かりん（1993年） - 左官屋
  - こころ第７週（2003年） - 藤岡勉 役
  - 花子とアン （2014年） - 進藤隆雄 役
  - とと姉ちゃん（2016年） - 喫茶店店主
  - エール（2020年） - 幡ヶ谷純雄 役
- 街角（1993年、NHK） - 宇部
- 世にも奇妙な物語七夕の特別編「恐竜はどこへ行ったのか?」（1994年、CX） - 研究者
- 十時半睡事件帖（1994年、NHK） - ゲストの兄
- 土曜ドラマ（NHK）
  - 和菓子の味（1994年） - 小笠原清志
- ソリトン 金の斧銀の斧 Xmasスペシャル（1994年、NHK） - 間抜けな強盗
- 風の刑事・東京発! 第17話（1995年、ANB） - 犯人
- カケオチのススメ（1995年、ANB）
- 照柿（1995年、NHK BS2）
- 古畑任三郎 第4話（1996年、CX） - 遊園地の職員
- レイコの歯医者さん（1996年、NHK） - ビデオ屋店員
- はぐれ刑事純情派（1996年、ANB）
- こんな恋のはなし第1話（1997年、CX） - 刑事
- 誰かが私を愛してる（1997年、TBS） - 同僚
- 中学生日記（1997年、NHK） - 主人公の姉の恋人
- はみだし刑事情熱系
  - 第16話（1997年、ANB） - 溝口孝二 役
  - 第3シリーズ（1999年） - 佐伯信夫 役
  - 第7シリーズ（2003年） - 里見順次 役
- 大河ドラマ（NHK）
  - 徳川慶喜（1998年） - 中根長十郎 役
  - 天地人（2009年） - 志駄義秀 役
  - 軍師官兵衛 第44話（2014年） - 福島家臣
  - 花燃ゆ 第23、26話（2015年） - 薩摩藩士
  - おんな城主 直虎（2017年）
- なっちゃん家（1998年、ANB） - 幼い子の父親
- 加賀百万石（1999年、NHK） - 井伊直政 役
- 舞妓さんは名探偵! 第1話（1999年、ANB） - 池田裕幸 役
- レガッタ〜国際金融戦争（1999年、NHK） - 金融トレーダー
- 昨日の敵は今日の友（2000年、NHK） - 友田一成 役
- アナザヘヴン〜eclipse〜 第2話（2000年、ANB）
- リミット もしも、わが子が… 第7話（2000年、YTV） - 警察官
- 稲川淳二の怪奇ファイル（2000年、YTV） - 主人公の友人
- 新・南部大吉交番日記（2000年、NHK）
- 人情しぐれ町 第2話（2001年、NHK） - 萬屋亀次郎 役
- ここだけの話（2001年、ANB） - 刑事
- マリア 第5話（2001年、TBS） - 刑事
- 山田風太郎 からくり事件帖-警視庁草紙より-（2001年、NHK） - 油戸杖五郎 役
- 恋ノチカラ 第1話（2002年、CX） - 主人公の上司
- 科学捜査研究所・文書鑑定の女 1（2002年、ANB） - 辻管理官 役
- 私立探偵 濱マイク 第10話（2002年、YTV） - ヤクザ
- 撃つ薔薇（2002年、WOWOW） - スパイ
- スカイハイ 第3話（2003年、ANB）
- 横山秀夫サスペンス（TBS） - 佐藤仁刑事 役
  - 密室の抜け穴（2003年）
  - 囚人のジレンマ（2004年）
- 動物のお医者さん（2003年、ANB） - 警察官
- 広域捜査官 楠錬三郎（2003年、ANB） - 滝沢医師 役
- 茂七の事件簿3「ふしぎ草紙」（2003年、NHK）
- 年の差カップル刑事3〜とっても永すぎた春〜（2004年、CX）
- 相棒（ANB）
  - season3 第11話（2004年） - 小見山勇司 役
  - season14 第2話（2015年） - 浦上署長 役
- ルームシェアの女 第4話、8話（2005年、NHK）
- ハチロー〜母の詩、父の詩〜 第9話（2005年、NHK）
- はるか17 第1話（2005年、ANB） - プロデューサー
- ブスの瞳に恋してる 第1話（2006年、関西テレビ・フジテレビ） - 監督
- 次郎長 背負い富士（2006年、NHK） - 熊五郎 役
- 僕たちの戦争（2006年、TBS）
- Good Job〜グッジョブ（2007年、NHK） - 松井
- ホタルノヒカリ 第1話（2007年、NTV）
- 感染爆発（2008年、NHK） - 医者
- 7人の女弁護士2 第2話（2008年、ANB） - 裁判長
- ハマの静香は事件がお好き episode5（2008年、CX）
- 白洲次郎（2009年、NHK） - 佐藤達夫 役
- 不毛地帯（2009年、CX） - 商社社員 錨田
- セカンドバージン（2010年、NHK） - 証券会社役員
- ブラッディ・マンディ Season2 第1話、2話（2010年、TBS） - タクシー運転手
- まっつぐ〜鎌倉河岸捕物控〜（2010年、NHK） - 月形大膳 役
- 使命と魂のリミット（2011年、NHK） - 中塚
- 遺留捜査（2011年、ANB） - 所轄刑事
- 愛・命 〜新宿歌舞伎町駆け込み寺〜（2011年、ANB） - カメラマン
- 警視庁捜査一課9係 Season3 第10話（2011年、ANB） - 馬場啓介 役
- 薄桜記 第4話（2012年、NHK） - 大工
- 踊る大捜査線 THE LAST TV サラリーマン刑事と最後の難事件（2012年、CX） - 橋本洋二 役
- 税務調査官・窓際太郎の事件簿24（2012年、TBS） - 中小企業社長
- 棟居刑事シリーズ 死海の伏流（2012年、ANB） - ホテルマン
- 天の方舟 第4話（2012年、WOWOW） - 技術者 高橋
- まほろ駅前番外地 第9話（2013年、TX） - 芦原源一 役
- メイドインジャパン 第2話（2013年、NHK） - 新聞社経済部長
- ドクターX〜外科医・大門未知子〜 第2期（2013年、ANB） - 東村純一郎 役
- ルーズヴェルト・ゲーム 第4話（2014年、TBS） - 住吉准一郎 役
- 東京スカーレット〜警視庁NS係 第7話（2014年、TBS） - 八木（警視庁鑑識課員）
- ペテロの葬列 第4話（2014年、TBS） - 自己啓発トレーナー
- 匿名探偵 第5話（2014年、ANB） - 矢野
- そこをなんとか2 第3話（2014年、NHKBSプレミアム）
- ダークスーツ 第1話（2014年、NHK） - ハシバ営業サービス・部長
- 新・刑事吉永誠一 第6話（2014年、TX） - 温井多喜男 役
- アイアングランマ（2015年、NHK） - 国実満 役
- 銭の戦争 第1話（2015年、CX） - 銀行員
- 問題のあるレストラン 第4話（2015年、CX） - 面接官
- 水曜ミステリー9（TX）
  - 森村誠一サスペンス 刑事の証明 第8作（2015年） - 早川憲太郎役
  - 警視庁特捜対策室 迷宮捜査の女（2015年、TX） - 鈴木刑事 役
- ヤメゴク〜ヤクザやめて頂きます〜 第6話ゲスト（2015年） - 満島隆太郎 役
- 洞窟おじさん（2015年、BSP） - 加山勇蔵 役
- 死の臓器 第3話（2015年、WOWOW） - 鍋島徹 役
- 花咲舞が黙ってない 第8話（2015年、NTV） - 辺見久幸 役
- 西村京太郎トラベルミステリー（ANB）
  - 第63作 飯山線・湯けむり殺人ルート（2015年） - 戸田警部 役
  - 第68作 山形・陸羽西線に消えた女（2017年） - 千葉警部 役
- 贖罪の奏鳴曲（2015年、WOWOW） - 小松
- 図書館戦争 ブック・オブ・メモリーズ（2015年10月5日、TBS）
- NHKスペシャル（NHK）
  - 未解決事件file.04「地下鉄サリン事件〜オウム真理教・終わりなき闇〜」（2015年） ※実録ドラマ
  - 未解決事件file.05「ロッキード事件」（2016年） - 河上和雄 役 ※実録ドラマ
- 無痛〜診える眼〜 第8話（2015年、CX） - 財部弁護士 役
- 火花 第4話（2015年、Netflix） - テレビの演出家
- 警視庁ゼロ係〜生活安全課なんでも相談室〜 第4話（2016年、TX） - 捜査一課特殊班係長
- 弁護士・倉沢由法の事件ファイル（2016年、ANB） - 和田康弘 役
- 逃げる女 最終話（2016年、NHK）
- 沈まぬ太陽 第3話（2016年、WOWOW） - 桧山の秘書
- コントレール〜罪と恋〜 第1話（2016年、NHK） - 品川南所長
- そして、誰もいなくなった（2016年、NTV） - 寺前伸一郎 役
- キャリア〜掟破りの警察署長〜（2016年） - 藤堂保の父 役
- レンタル救世主 第7話（2016年） - バーガー村運営会社社長
- 宮部みゆきサスペンス 模倣犯（2016年、TX） - 刑事B
- 広域警察8（2017年、ABC） - 工房責任者
- ファイナルファンタジーXIV 光のお父さん（2017年4月 - 、MBS） - 飯山
- デッドストック〜未知への挑戦〜（2017年、TX） - 遠山三郎 役
- 銭形警部 第1話（2017年、WOWOW） - 三好
- コードネームミラージュ 第4話（2017年） - 青木茂人参事官 役
- 100万円の女たち 第8話、第10話（2017年、TX） - 刑事
- わにとかげぎす 第8話（2017年、TBS） - 運動公園の社長
- カンナさーん!（2017年、TBS） - 桝田人事部長 役
- コウノドリ 第2シリーズ 第4話（2017年） - 森永政男 役
- 執事 西園寺の名推理（2018年） - 増田浩二 役
- 日曜プライム 西村京太郎トラベルミステリー（2018年） - 小田島幸次 役
- 透明なゆりかご 第5回（2018年、NHK） - 真理の父 役
- ダイアリー（2018年） - 五十嵐医師 役
- フルーツ宅配便 第1話（2019年、テレビ東京） - 中年客
- よつば銀行 原島浩美がモノ申す!〜この女に賭けろ〜（2019年、テレビ東京） - 田中孝志 役
- 小吉の女房 第8話（2019年、NHK BS） - 赤堀喜右衛門 役
- 初めて恋をした日に読む話 第8,9話（2019年、TBS） - 部長
- わたし、定時で帰ります。 第2,3話（2019年、TBS） - 犬飼
- インハンド 第6話（2019年、TBS） - 深谷明人 役
- 神の手（2019年、WOWOW）- 播戸恭一 役
- ルパンの娘（2019 - 2020年、フジテレビ） - 桜庭典和 役
- G線上のあなたと私（2019年、TBS） - 加瀬良太郎 役
- 絶対零度〜未然犯罪潜入捜査〜 第5話（2020年2月3日、フジテレビ） - 児島祐三 役
- やすらぎの刻〜道（2020年、テレビ朝日） - 荒木イチ 役
- 正しいロックバンドの作り方 第6話（2020年5月26日、日本テレビ） - 喫茶店マスター・大迫 役
- 半沢直樹（2020年7月19日 - 9月27日、TBS） - 横山次長 役
- 当確師（2020年12月27日、テレビ朝日） - 桜井源治郎 役
- ラジエーションハウスII〜放射線科の診断レポート〜 第1話・11話（2021年10月4日・12月13日、フジテレビ） - 浜松信夫 役
- アバランチ 第2話（2021年10月25日、カンテレ・フジテレビ系） - 小森有一 役
- 前科者 -新米保護司・阿川佳代-（2021年、WOWOW） - 裁判長 役
- 連続ドラマW だから殺せなかった（2022年1月9日 - 2月6日、WOWOW）- 長峰明憲編集局長 役
- 連続ドラマW 正体（2022年3月12日 - 4月2日、WOWOW） - 裁判長 役
- ミステリと言う勿れ 第11話（2022年3月21日、フジテレビ） - 芝浜署捜査本部長 役
- 悪女（わる）働くのがカッコ悪いなんて誰が言った? 第2話（2022年4月20日、日本テレビ） - 滝川基樹 役
- ソロ活女子のススメ2 第6話（2022年5月12日、テレビ東京）
- 嫌われ監察官 音無一六 season1 第4話（2022年5月27日、テレビ東京）- 大沢成章 役
- 雨に消えた向日葵（2022年） - 矢島滋 役
- 真相は耳の中（2022年） - 安藤署長 役
- 西村京太郎トラベルミステリー ファイナル（2022年） - 千葉博文 役
- 女神の教室〜リーガル青春白書〜（2023年） - 砂川篤史 役
- 忍者に結婚は難しい（2023年） - 赤巻章介 役
- もう一度パパと呼ばれる日（2023年） - 澤木義剛 役[5]
- ノッキンオン・ロックドドア 第1話（2023年） - 四ノ宮英夫 役[6]
- リラの花咲くけものみち 最終話 （2025年2月15日、NHK総合） - 牧場主 役

### 配信ドラマ
- 仮面ライダーBLACK SUN（2022年10月28日、Amazon Prime Video） - 野党議員 役

### 舞台
- 東宝「ラ・マンチャの男」廷吏役（1985年）
- 劇団ひまわり研究科卒業公演 「名医先生」（1986年）
- 劇団日の出劇場 旗揚げ公演「夜よ おれを叫びと逆毛で充たす 青春の夜よ」主役（1986年）
- 劇団日の出劇場第二回公演「鏡よ鏡」（1987年）
- 劇団日の出劇場第三回公演「マッチ売りの少女」（1988年）
- 劇団日の出劇場第四回公演「ハイキング」（1989年）
- 劇団日の出劇場第五回公演「恋愛日記」（1989年）
- 劇団日の出劇場第六回公演「夜よ おれを叫びと逆毛で充たす 青春の夜よ」再演 主役（1990年）
- 小林宏史プロデュース公演 （1999年）
- ギルドB解散式公演（2013年）

### CM
- 大和電算
- カネボウ
- アメリカ屋
- 秋田銀行
- ワイモバイル